# Nicolaas Louis Söhngen
Nicolaas Louis Söhngen (geboren 1878 in Oirschot; gestorben 24. Dezember 1934 in Wageningen) war ein niederländischer Mikrobiologe und Chemiker.

## Leben und Wirken
Über Söhngens Kindheit und Jugend ist nicht viel bekannt. Geboren in der niederländischen Südprovinz Noord-Brabant, ging er in Veendam bei Groningen zur Schule. Von 1898 bis 1902 studierte er Chemie an der polytechnischen Schule in Delft. Söhngen arbeitete eine Zeit lang als Chemiker in der Margarine-Industrie und leitete Betriebslaboratorien in Rotterdam und Middelburg. Zuvor jedoch schloss er unter der Leitung von Beijerinck seine Doktorarbeit über "Entstehen und Verschwinden von Wasserstoff und Methan unter dem Einfluss organischen Lebens" ab.
Nach seiner Tätigkeit in der Industrie wieder zurückgekehrt in Beijerincks Institut, beschäftigte Söhngen sich mit Stoffumsetzungen unter dem Einfluss von Mikroorganismen (alkoholische Gärung, Harnstoff- und Stärkespaltung, Denitrifikation und Petroleumoxidation, mikrobieller Abbau von Kautschuk und Mangansalzen). 
1915 erhielt er eine Berufung an die landwirtschaftliche Versuchsstation in Groningen als Leiter einer mikrobiologischen Abteilung, 1917 einen Ruf als Professor für Mikrobiologie an die landwirtschaftliche Hochschule in Wageningen – seit 1. September 2009 Wageningen University & Research. Von 1928 bis 1929 war er Rektor der Hochschule (Rector Magnificus).
Nach Söhngen benannte Horace Albert Barker die Bakterienart Methanobacterium soehngenii, die von Huser et al. 1982 neu beschrieben wurde als Methanothrix soehngenii.

## Veröffentlichungen
- Het onstaan en verdwijnen van waterstof en methaan onder den invloed van het organische leven; Acad. Proefschrift. Delft: J. Vis jr., 1906 TU Delft
- Ueber Bakterien, welche Methan als Kohlenstoffnahrung und Energiequelle gebrauchen. Zbl. Bakt. II (1906) 15:513–517 archive.org